# معهد الفيزياء الفلكية في أندلسيا
معهد الفيزياء الفلكية في أندلسيا هو معهد أبحاث ممول من قبل المجلس الأعلى للبحوث العلمية التابع للحكومة الإسبانية (IAA-CSIC)، ويقع في غرناطة في إقليم أندلسيا جنوبي اسبانيا. ترتبط أنشطته بالبحث في مجال الفيزياء الفلكية، وتطوير الأدوات للتلسكوبات الأرضية والبعثات الفضائية. يهتم البحث العلمي في المعهد بالفيزياء الفلكية وتكوين النجوم والبنية النجمية والتطور وتكوين المجرات وتطورها وعلم الكونيات. تم إنشاءه كمعهد أبحاث في حزيران/ يوليو عام 1975. ويدير في الوقت الحالي مرصد سييرا نيفادا، ومرصد كالار ألتو (بالاشتراك مع معهد ماكس بلانك في هايدلبرغ).
ينقسم معهد الفيزياء الفلكية في الأندلس إلى الأقسام التالية، ولكل منها خطة محددة لطرق ومجموعات البحث:
- قسم علم الفلك خارج المجرة.
  - مجموعة تشكيل النجوم النشطة.
  - مجموعة AMIGA (تحليل الوسط النجمي للمجرات المعزولة).
- قسم الفيزياء النجمية.
- قسم علم الفلك الراديوي والبنية المجرية.
  - مجموعة أنظمة النجوم.
- قسم النظام الشمسي.

يتم تلبية الاحتياجات التكنولوجية لمجموعات بحث المعهد من قبل وحدة التطويرات التكنولوجية.

## وصلات خارجية
- الموقع الرسمي